# 나도닭의덩굴
나도닭의덩굴은 유럽과 서아시아 원산의 귀화식물로, 한반도 각처의 들에 나는 덩굴성 한해살이풀이다. 길이는 40~100cm 정도이다. 전체에 털이 없이 돌기 같은 것이 나며, 줄기는 가늘고, 감긴다. 잎은 어긋나며, 화살 모양의 심장형으로 길이 3-4.5cm이고 가장자리는 밋밋하다. 녹색, 잎집 모양의 턱잎은 원통형이다. 꽃은 가지 끝이나 잎겨드랑이에 달리는 짧은 이삭꽃차례이고, 꽃받침은 5장, 수술 8개, 암술대 3개이다. 열매는 수과로 날개가 없고, 검은색이며 광택이 없다.